# Antoine Vanderborght
Antoine Théodore Louis Vanderborght (Doornik, 10 januari 1857 - Elsene, 29 september 1931) was een Belgisch senator.

## Levensloop
Vanderborght promoveerde tot doctor in de rechten en werd industrieel.
Hij werd in 1906 liberaal provinciaal senator voor Henegouwen en vervulde dit mandaat tot in 1919.
Hij was ook burgemeester van Grandglise.